# Дома 993 км
Дома 993 км (рос. Дома 993 км) — сільський населений пункт без офіційного статусу в Кізнерському районі Удмуртії, Росія.
Населення становить 6 осіб (2010, 9 у 2002).
Національний склад (2002):
- удмурти — 67 %
- росіяни — 33 %